# Tragocephala univittipennis
Tragocephala univittipennis es una especie de escarabajo longicornio del género Tragocephala, subfamilia Lamiinae. Fue descrita científicamente por Breuning en 1974.
Se distribuye por Tanzania. Posee una longitud corporal de 22-29,5 milímetros. El período de vuelo de esta especie ocurre en los meses de febrero y abril.